# Xã Berwyn, Quận Cook, Illinois
Xã Berwyn (tiếng Anh: Berwyn Township) là một xã thuộc quận Cook, tiểu bang Illinois, Hoa Kỳ. Năm 2010, dân số của xã này là 56.657 người.